# Georges Touchard-Lafosse

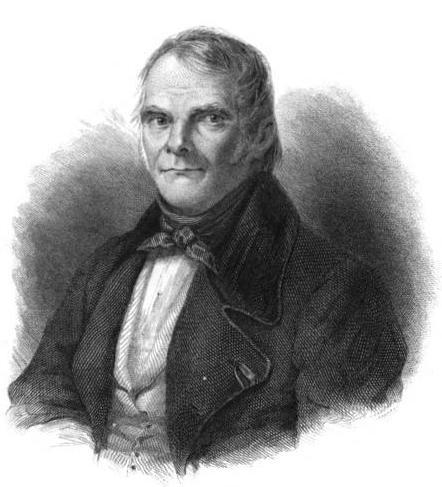
Georges Touchard-Lafosse.

Georges Touchard-Lafosse, född den 5 augusti 1780, död den 11 december 1847, var en fransk litteratör.
Touchard-Lafosse  tjänstgjorde 1809-15 vid den militära förvaltningen, men förlorade under restaurationen detta sitt levebröd och verkade därefter dels som politisk journalist i liberal anda (sålunda chefredaktör för Paristidningen "Ëcho du soir" under en tid från och med 1824), dels som författare av en mångfald litterära skrifter av merendels tvivelaktigt värde, men flitigt uppmärksammade i de uppblomstrande franska läsesalongerna. Betecknande för hans brokiga publicistik är Les chroniques de l'oeil-de-boeuf des petits appartements de la cour et des salons de Paris sous les règnes de Louis XIV, Louis XV et Louis XVI (8 band, 1:a upplagan 1829-33), med fog karakteriserade som ett "sammelsurium", genom vilket emellertid allsköns skandalösa Touchard-Lafosse och obestyrkta historier förmedlats till eftervärlden om bland andra drottning Kristina av Sverige. Beståndande intresse äger Touchard-Lafosse egentligen endast som författare till L'histoire de Charles XIV, roi de Suède (3 band, 1838). Överraskande nog framträder Touchard-Lafosse där som Karl XIV Johans nästan officiösa språkrör inför den franska allmänheten. Visserligen inrycker han där som annars okritiskt skilda dokument och traditioner i sin fortlöpande framställning, men just därigenom erhåller denna ett visst värde, i det att Karl Johans egna diktat och uppgifter flerstädes direkt återgår i skildringen.